# Hann (Alone)
«Hann (Alone)» (en hangul, 한(一)) es un sencillo grabado por el grupo surcoreano (G)I-DLE. Fue lanzado el 14 de agosto de 2018 por Cube Entertainment como sencillo digital.

## Composición y lanzamiento
La canción fue escrita por la integrante Soyeon, que también produjo la música, junto a Big Sancho. La revista Billboard describió a «Hann» como una canción de dance pop progresivo construida en cuerdas elegantes, resonando armonías y una vibrante y pequeña percusión. Las letras hablan de intentar olvidar a un antiguo amor.
La canción fue lanzada como un sencillo digital el 14 de agosto de 2018, a través de varios portales de música, incluyendo a Melon y iTunes.

## Composición
La canción fue escrita por Soyeon y cocompuesta con Yummy Tone. Billboard describió la canción como una canción de pop-dance progresivo. Las letras hablan de tratar de olvidar a un antiguo amor.

## Éxito comercial
«Hann» debutó en la décima cuarta posición de Gaon Digital Chart, pero subió al octavo puesto la semana siguiente. La canción se ubicó en el vigésimo puesto de K-pop Hot 100 y en la cuarta se mana subió al décimo puesto. Ocupó el segundo lugar de World Digital Songs, con más de 1 000 copias vendidas.

## Posicionamiento en listas
| Lista (2018)                                | Posición |
| ------------------------------------------- | -------- |
| New Zealand Hot Singles (Recorded Music NZ) | 39       |
| Singapore (Recording Industry Association)  | 24       |
| South Korea (Gaon Digital Chart)            | 8        |
| South Korea (K-pop Hot 100)                 | 10       |
| US World Digital Song Sales (Billboard)     | 2        |

## Premios en programas musicales
| Programa                  | Fecha                   | Ref    |
| ------------------------- | ----------------------- | ------ |
| Show Champion (MBC Music) | 29 de agosto de 2018    | [ 14 ] |
| The Show (SBS MTV)        | 4 de septiembre de 2018 | [ 15 ] |
| M! Countdown (Mnet)       | 6 de septiembre de 2018 | [ 16 ] |